# Tulip おいしい曲すべて 1972-2006 Young Days〜
『Tulip おいしい曲すべて 1972-2006 Young Days～』（チューリップ おいしいきょくすべて 1972-2006 ヤングデイズ）は、チューリップのベスト・アルバム。2006年9月21日発売。

## 解説
35周年記念の一つとして発売された2枚のベスト・アルバムのうちの1枚。『Tulip おいしい曲すべて 1972-2006 〜Mature Days』と同日発売。
ビートルズのいわゆる赤盤に倣ったデザインで、第1期の出来事のコラージュ写真を背景にした当時のメンバーの写真が用いられている。
1972年から1978年までの楽曲が発売順に収録されている。
また、この上記の期間に在籍したメンバーのうち、財津和夫と姫野達也のボーカル曲の他に安部俊幸と上田雅利の楽曲も1曲ずつ収録されている一方、吉田彰の楽曲は収録されていない。

## 収録曲
DISC-1
1. 魔法の黄色い靴
  - 作詞／作曲：財津和夫　編曲：チューリップ・木田高介　ボーカル：財津和夫
2. 私の小さな人生
  - 作詞／作曲：財津和夫　編曲：チューリップ　ボーカル：財津和夫
3. 思えば遠くへ来たものだ
  - 作詞：安部俊幸／作曲：姫野達也　編曲：チューリップ　ボーカル：安部俊幸
4. 新しい地球をつくれ
  - 作詞／作曲：財津和夫　編曲：チューリップ　ボーカル：財津和夫
5. 君のために生れかわろう
  - 作詞／作曲：財津和夫　編曲：チューリップ　ボーカル：財津和夫
6. 心の旅
  - 作詞／作曲：財津和夫　編曲：チューリップ・青木望　ボーカル：姫野達也
7. 夢中さ君に
  - 作詞／作曲：財津和夫　編曲：チューリップ　ボーカル：財津和夫
8. 夏色のおもいで
  - 作詞：松本隆／作曲：財津和夫　編曲：チューリップ・川口真　ボーカル：姫野達也
9. 銀の指環
  - 作詞／作曲：財津和夫　編曲：チューリップ　ボーカル：姫野達也
10. セプテンバー　
  - 作詞／作曲：財津和夫　編曲：チューリップ　ボーカル：財津和夫
  - ※アルバムバージョンを収録
11. 明日の風
  - 作詞：安部俊幸／作曲：姫野達也　編曲：チューリップ　ボーカル：姫野達也
12. 青春の影　
  - 作詞／作曲：財津和夫　編曲：チューリップ・青木望　ボーカル：財津和夫
  - ※アルバムバージョンを収録
13. ぼくがつくった愛のうた（いとしのEmily）
  - 作詞／作曲：財津和夫　編曲：チューリップ・青木望　ボーカル：姫野達也
14. 私のアイドル
  - 作詞／作曲：財津和夫　編曲：チューリップ　ボーカル：財津和夫
15. ここはどこ
  - 作詞：安部俊幸／作曲：姫野達也　編曲：チューリップ　ボーカル：姫野達也
16. 走れ!ムーン号
  - 作詞／作曲：上田雅利　編曲：チューリップ　ボーカル：上田雅利
17. 人生ゲーム
  - 作詞／作曲：財津和夫　編曲：チューリップ　ボーカル：財津和夫

DISC-2
1. サボテンの花
  - 作詞／作曲：財津和夫　編曲：チューリップ　ボーカル：財津和夫
2. 心を開いて
  - 作詞／作曲：財津和夫　編曲：チューリップ・青木望　ボーカル：財津和夫
3. 私は小鳥
  - 作詞／作曲：財津和夫　編曲：チューリップ　ボーカル：財津和夫
4. 悲しきレイン・トレイン
  - 作詞／作曲：財津和夫　編曲：チューリップ・青木望　ボーカル：姫野達也
5. せめて最終電車まで
  - 作詞／作曲：財津和夫　編曲：チューリップ　ボーカル：財津和夫
6. 届かぬ夢
  - 作詞／作曲：財津和夫　編曲：チューリップ　ボーカル：財津和夫
7. 娘が嫁ぐ朝
  - 作詞／作曲：財津和夫　編曲：チューリップ　ボーカル：財津和夫
8. 風のメロディ
  - 作詞：財津和夫／作曲：財津和夫・姫野達也　編曲：チューリップ　ボーカル：財津和夫・姫野達也
9. あの娘は魔法使い
  - 作詞：財津和夫／作曲：財津和夫・姫野達也　編曲：チューリップ　ボーカル：財津和夫
10. ブルー・スカイ
  - 作詞／作曲：財津和夫　編曲：チューリップ・乾裕樹　ボーカル：財津和夫
11. 博多っ子純情
  - 作詞：安部俊幸／作曲：姫野達也　編曲：チューリップ　ボーカル：姫野達也
12. WELCOME TO MY HOUSE　
  - 作詞：Bert.T／作曲：財津和夫　編曲：チューリップ　ボーカル：財津和夫
  - ※アルバムバージョンを収録
13. たしかな愛
  - 作詞／作曲：財津和夫　編曲：チューリップ・乾裕樹　ボーカル：財津和夫
14. 約束　
  - 作詞／作曲：財津和夫　編曲：チューリップ　ボーカル：財津和夫
  - ※アルバムバージョンを収録
15. 心の糸
  - 作詞／作曲：財津和夫　編曲：チューリップ　ボーカル：財津和夫
16. 夕陽を追いかけて
  - 作詞／作曲：財津和夫　編曲：チューリップ・瀬尾一三　ボーカル：財津和夫
17. 心の旅（2006 Anniversary Mix）　
  - 作詞／作曲：財津和夫　編曲：チューリップ　ボーカル：姫野達也
  - リミックス：茨木直樹
  - ※ボーナス・トラック
  - 1997年にセルフカバーした際の音源のリミックス。

## クレジット
TULIP 35th Anniversary Project
見上浩司、助川仁、柴野達夫、田中弘、秋山徹、建部俊也（Victor Entertainment, Inc.）
小原俊也（JVC Entertainment Networks）
岡田英次（OPRYLAND INC.）
小野良造、門脇重昭（PYRAMID Inc.）
秀間修一、吉田聡志（SHINKO MUSIC ENTERTAINMENT CO.,  LTD.）
鈴木護（FUJIPACIFIC MUSIC INC.）
Design STAFF
Art Direction & Design：tattaka、泉沢儒花（Bit Rabbit）
Visual Coordination：原亜由美、祖師雄一郎（V.D.C.）